# Maksim Afinogenov
Maksim Sergejevitj Afinogenov (ryska: Максим Сергеевич Афиногенов), född den 4 september 1979 i Moskva, Sovjetunionen, är en rysk professionell ishockeyspelare som spelar för HK Vitjaz Podolsk i KHL. Han har tidigare spelat för Buffalo Sabres och Atlanta Thrashers i NHL. Afinogenov har spelat för det ryska landslaget i tre OS-turneringar: 2002 i Salt Lake City då Ryssland tog brons, 2006 i Turin och 2010 i Vancouver. Världsmästare i ishockey med Ryssland år 2008.
Afinogenov är gift med den före detta tennisspelaren Jelena Dementieva och hans syster är gift med den amerikanska ishockeyspelaren Max Pacioretty i Montreal Canadiens.

## Statistik

### Klubbkarriär
| 1995–96    | Dynamo Moskva        | RSL        | 1   | 0   | 0   | 0   | 0   | —  | —  | —  | —  | —  |
| 1996–97    | Dynamo Moskva        | RSL        | 29  | 6   | 5   | 11  | 10  | —  | —  | —  | —  | —  |
| 1997–98    | Dynamo Moskva        | RSL        | 35  | 10  | 5   | 15  | 53  | —  | —  | —  | —  | —  |
| 1998–99    | Dynamo Moskva        | RSL        | 38  | 8   | 13  | 21  | 24  | 16 | 10 | 6  | 16 | 14 |
| 1999–00    | Rochester Americans  | AHL        | 15  | 6   | 12  | 18  | 8   | 8  | 3  | 1  | 4  | 4  |
| 1999–00    | Buffalo Sabres       | NHL        | 65  | 16  | 18  | 34  | 41  | 5  | 0  | 1  | 1  | 2  |
| 2000–01    | Buffalo Sabres       | NHL        | 78  | 14  | 22  | 36  | 40  | 11 | 2  | 3  | 5  | 4  |
| 2001–02    | Buffalo Sabres       | NHL        | 81  | 21  | 19  | 40  | 69  | —  | —  | —  | —  | —  |
| 2002–03    | Buffalo Sabres       | NHL        | 35  | 5   | 6   | 11  | 21  | —  | —  | —  | —  | —  |
| 2003–04    | Buffalo Sabres       | NHL        | 73  | 17  | 14  | 31  | 57  | —  | —  | —  | —  | —  |
| 2004–05    | Dynamo Moskva        | RSL        | 36  | 13  | 14  | 27  | 91  | 10 | 4  | 4  | 8  | 8  |
| 2005–06    | Buffalo Sabres       | NHL        | 77  | 22  | 51  | 73  | 84  | 18 | 3  | 5  | 8  | 10 |
| 2006–07    | Buffalo Sabres       | NHL        | 56  | 23  | 38  | 61  | 66  | 15 | 5  | 4  | 9  | 6  |
| 2007–08    | Buffalo Sabres       | NHL        | 56  | 10  | 18  | 28  | 42  | —  | —  | —  | —  | —  |
| 2008–09    | Buffalo Sabres       | NHL        | 48  | 6   | 14  | 20  | 20  | —  | —  | —  | —  | —  |
| 2009–10    | Atlanta Thrashers    | NHL        | 82  | 24  | 37  | 61  | 46  | —  | —  | —  | —  | —  |
| 2010–11    | SKA Sankt Petersburg | KHL        | 51  | 13  | 20  | 33  | 50  | 11 | 4  | 1  | 5  | 10 |
| 2011–12    | SKA Sankt Petersburg | KHL        | 23  | 4   | 8   | 12  | 36  | 12 | 3  | 1  | 4  | 4  |
| 2012–13    | SKA Sankt Petersburg | KHL        | 26  | 4   | 4   | 8   | 4   | 13 | 1  | 3  | 4  | 6  |
| 2013–14    | Vitjaz Podolsk       | KHL        | 53  | 12  | 14  | 26  | 69  | —  | —  | —  | —  | —  |
| RSL totalt | RSL totalt           | RSL totalt | 139 | 37  | 37  | 74  | 178 | 30 | 14 | 12 | 26 | 22 |
| NHL totalt | NHL totalt           | NHL totalt | 651 | 158 | 237 | 395 | 486 | 49 | 10 | 13 | 23 | 22 |

### Internationellt
| År                            | Lag                           | Turnering                     |                               | Matcher | Mål | Assist | Poäng | Utv |
| ----------------------------- | ----------------------------- | ----------------------------- | ----------------------------- | ------- | --- | ------ | ----- | --- |
| 1998                          | Ryssland                      | JVM                           | 7                             | 3       | 2   | 5      | 4     |     |
| 1999                          | Ryssland                      | JVM                           | 7                             | 3       | 5   | 8      | 0     |     |
| 1999                          | Ryssland                      | VM                            | 6                             | 2       | 1   | 3      | 2     |     |
| 2000                          | Ryssland                      | VM                            | 6                             | 1       | 0   | 1      | 4     |     |
| 2002                          | Ryssland                      | OS                            | 6                             | 2       | 2   | 4      | 4     |     |
| 2002                          | Ryssland                      | VM                            | 9                             | 3       | 0   | 3      | 6     |     |
| 2004                          | Ryssland                      | VM                            | 5                             | 1       | 1   | 2      | 4     |     |
| 2004                          | Ryssland                      | WC                            | 4                             | 0       | 1   | 1      | 2     |     |
| 2005                          | Ryssland                      | VM                            | 9                             | 3       | 2   | 5      | 6     |     |
| 2006                          | Ryssland                      | OS                            | 8                             | 1       | 0   | 1      | 10    |     |
| 2008                          | Ryssland                      | VM                            | 8                             | 5       | 1   | 6      | 2     |     |
| 2010                          | Ryssland                      | OS                            | 4                             | 1       | 1   | 2      | 0     |     |
| 2010                          | Ryssland                      | VM                            | 9                             | 3       | 4   | 7      | 18    |     |
| 2011                          | Ryssland                      | VM                            | 9                             | 1       | 2   | 3      | 6     |     |
| Internationellt Senior totalt | Internationellt Senior totalt | Internationellt Senior totalt | Internationellt Senior totalt | 83      | 23  | 15     | 38    | 64  |